# Rumburská vzpoura

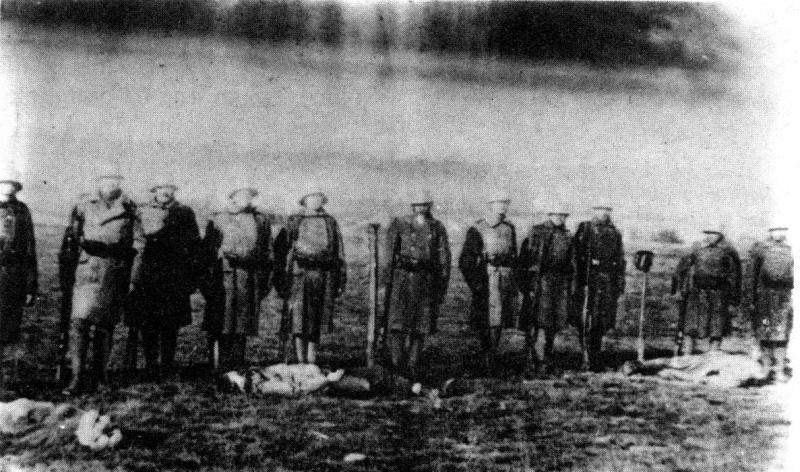
Poprava Stanko Vodičky, Františka Nohy a Vojtěcha Kováře

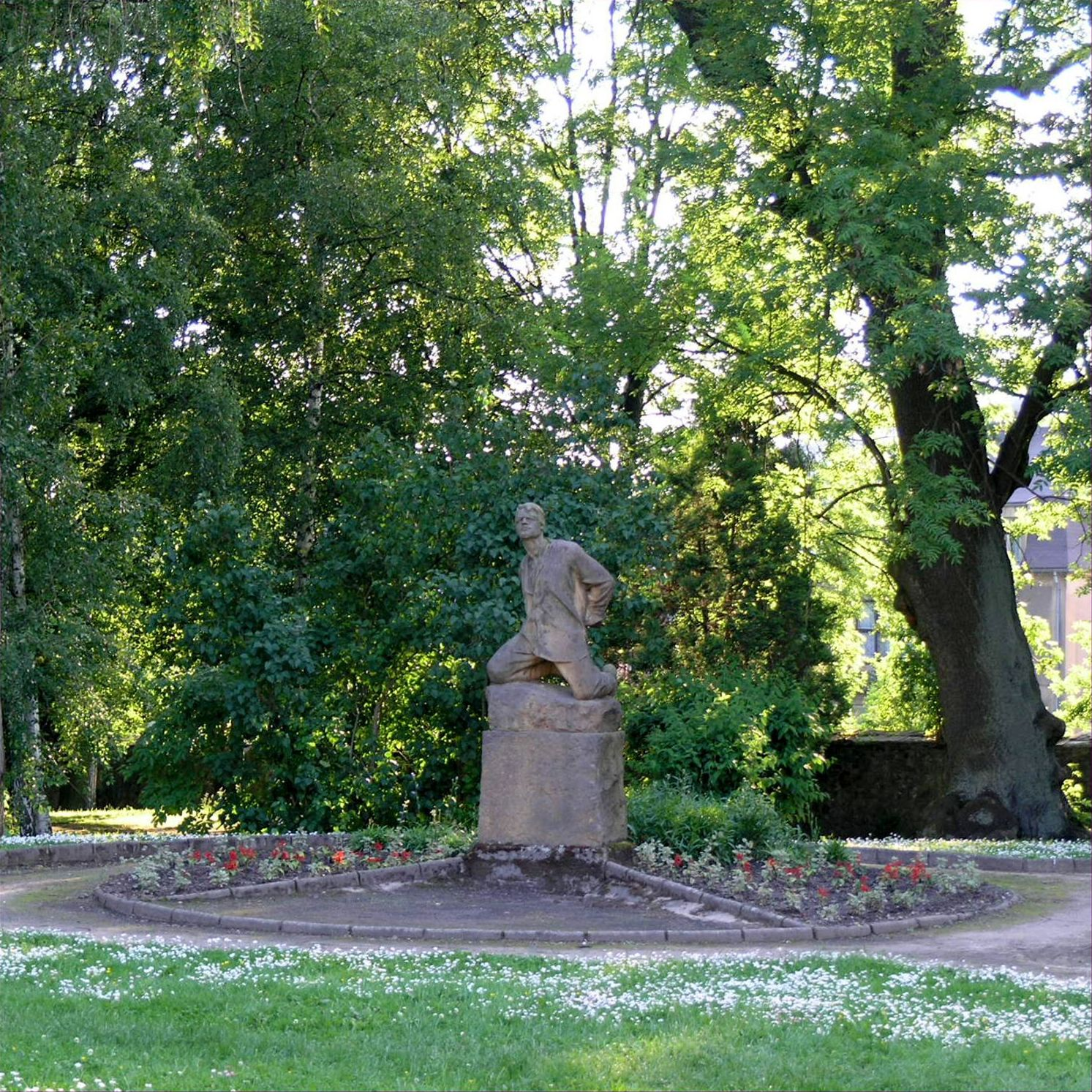
Památník Rumburské vzpoury v Rumburku

Rumburská vzpoura bylo protiválečné vystoupení českých vojáků náhradního praporu 7. střeleckého pluku rakousko-uherské armády; vypukla 21. května 1918 v severočeském městě Rumburku. Zpočátku byla reakcí zejména na nedostatečné zásobování (vojáci trpěli hlady), nevyplacený žold a šikanu od důstojníků.

## Vzpoura
Vzpoura začala 21. května 1918 po 6. hodině ranní tím, že 65 mužů v čele s Františkem Nohou odepřelo poslušnost velitelům: oproti rozkazu nastoupit beze zbraně nastoupili na ranní nástup s puškami. Ke vzpouře se postupně přidávali další vojáci, celkový počet byl asi 700. Přestože vzpoura vypukla spontánně, její vůdcové navázali rychle kontakt s českými vojáky z královéhradeckého 18. pěšího pluku, kteří byli umístěni v České Lípě. Jedině toto by mohlo přenést vzpouru do dalších oblastí, což mohlo přerůst v revoluci, která byla v českých zemích na spadnutí. Vzbouřenci nejprve obsadili město Rumburk a poté se vydali na pochod k Novému Boru, kde byli obklíčeni vojsky rakousko-uherské armády včetně královéhradeckého 18. pěšího pluku a rozprášeni.

## Potrestání vzbouřenců

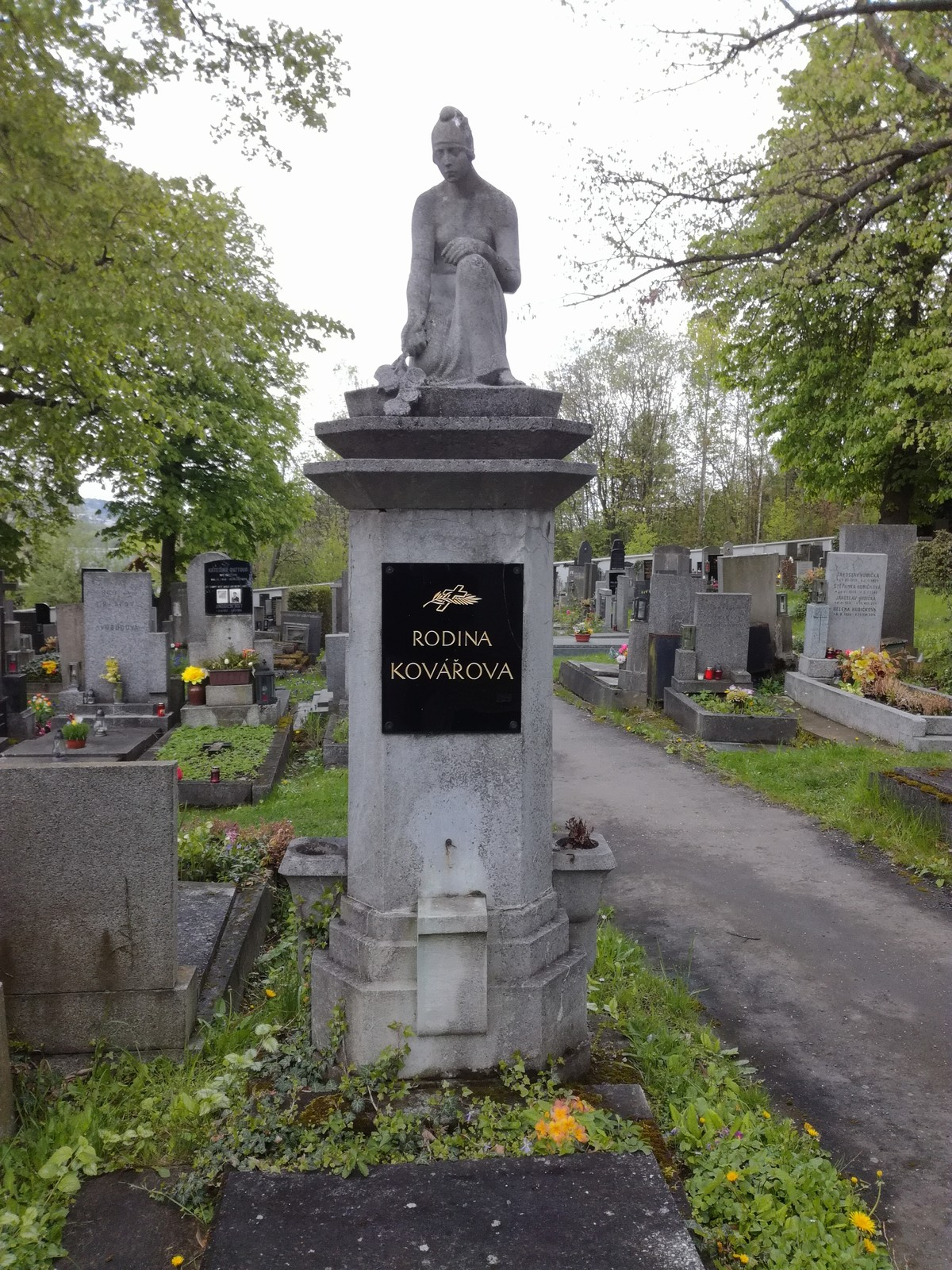
Hrob Vojtěcha Kováře na hřbitově v Praze 5 – Košířích

Za vůdce povstání byli kromě Františka Nohy (* 4. prosince 1894 v Dobřanech) označeni Stanislav Vodička řečený Stanko (* 4. května 1895 v Lobzích u Plzně) a Vojtěch Kovář. Dne 29. května 1918 v časných ranních hodinách byli zastřeleni. Stanným soudem v Rumburku a Novém Boru byli k trestu smrti odsouzeni také Jakub Bernard, Jiří Kovářík, Jakub Nejdl, František Pour, Jan Pelnář, Antonín Šťastný a Jindřich Švehla; ti byli popraveni zastřelením 29. května večer.

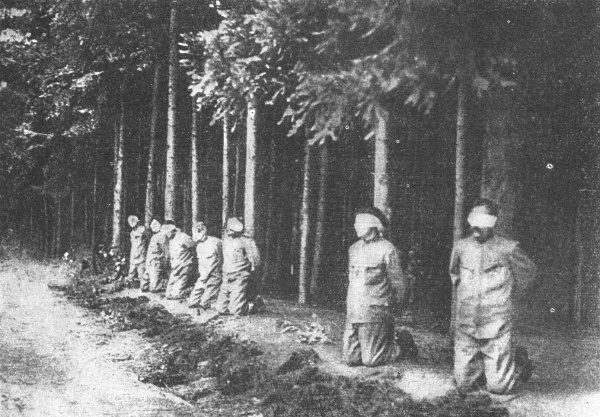
Poprava sedmi vzbouřenců v lese za Lesním hřbitovem v Novém Boru

Dalším čtrnácti odsouzeným k trestu smrti byl rozsudek zmírněn na mnohaleté vězení. Z více než 580 obviněných vzbouřenců bylo 116 za trest posláno na frontu a zbytek uvězněn v terezínské pevnosti.

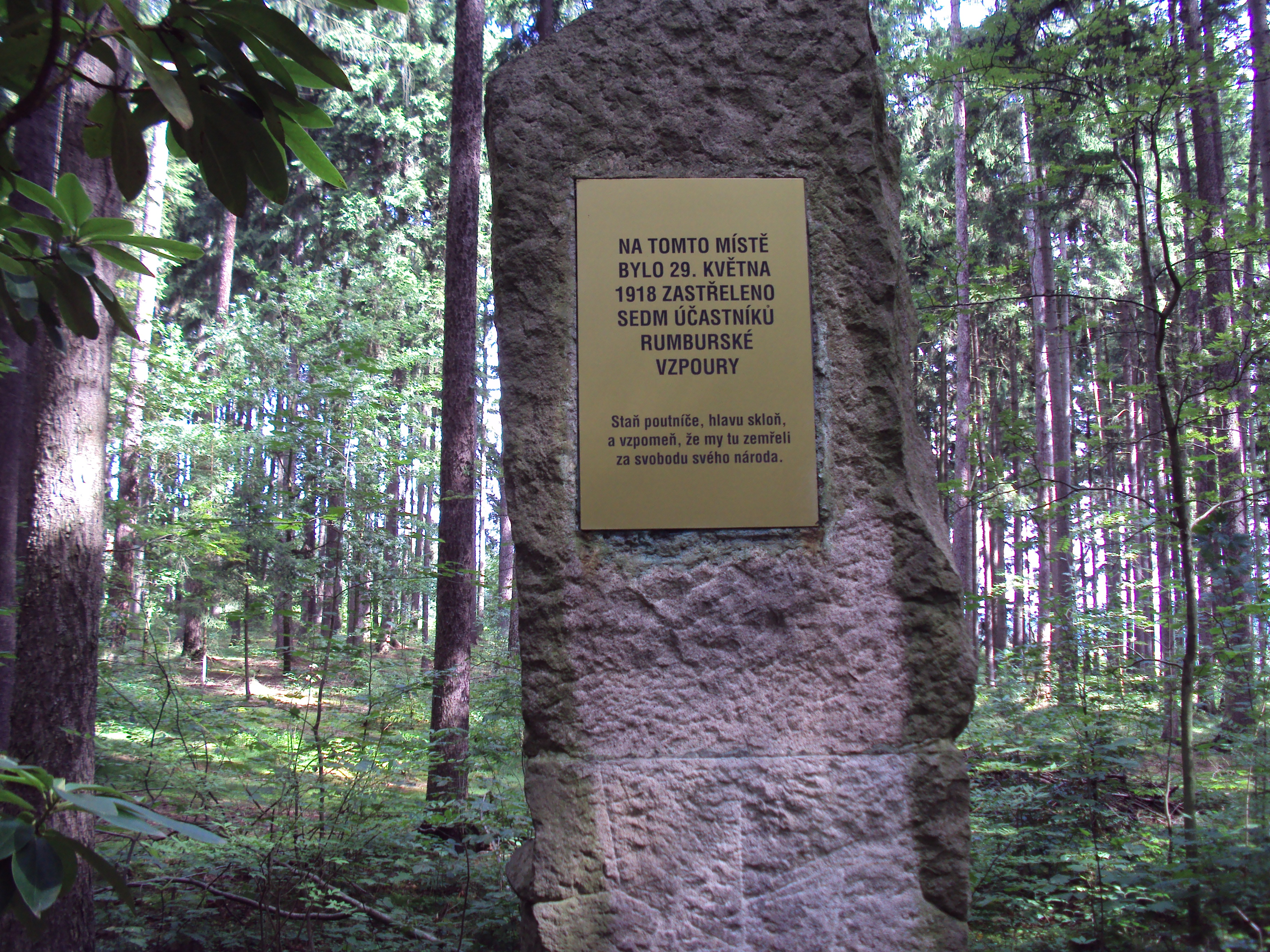
Deska na popravišti v Novém Boru

Sedm z deseti popravených účastníků vzpoury je pochováno na hřbitově v Novém Boru.

Ministerstvo národní obrany, Presidium

K.čj.17827-pres./2.odděl.1932. V Praze dne 4. května 1932.

Věc: Memorandum rumburských vzbouřenců

Pres./2.odděl.

Pres./1. odděl. zaslalo memorandum rumburských vzbouřenců k vyjádření Kanceláři čs.legií a I./5. odděl. Toto memorandum

dosud se nevrátilo Jakmile je pres./1.odděl. obdrží, zašle Vám je k nahlédnutí s vyjádřením příslušných oddělení.

Jelikož však ničeho podstatného a žádné novum uvedeno nebylo ani v posledním memorandu, lze předpokládati, že stanovisko

vojenské správy k rumburské akci se nemění a zůstane negativní.

1./ Podle soudních spisů jest prokázáno, že rumburská vzpoura byla vojenskou vzpourou, která neměla ničeho společného

s národním odbojem. Důvody vzpoury byly čistě materielní – nespokojenost mužstva.

2./ Jako každá vojenská vzpoura jest i rumburská vzpoura špatným příkladem působícím na vojenskou kázeň a z toho důvodu

nemůže vojenská správa podporovati uznání snah organizace rumburských vzbouřenců.

1 příl. a S před.

Spisy.

V Praze dne 30. května 1932

Věc opiš z obsahu.

1./ Vojenská kancelář prezidenta republiky, Praha.

2./ Pres./2. odděl.

3./ Pres. pisárna.

K čj. 1504/32 ze dne 7. dubna t.r.

Ministerstvo národní obrany nedoporučuje vyhověti žádosti Sdružení rumburských vzbouřenců a bývalých příslušníků střeleckého

pluku 7 v Plzni, o povolení slyšení u pana presidenta republiky vzhledem k tomu, že vojenská správa na základě prostudování

písemného materiálu o rumburské vzpouře, zvláště pak soudních spisů, zaujala v této otázce negativní stanovisko.

1./ Rumburská vzpoura nebyla aktem národnostním resp. nesměřovala proti rakousko-uherskému státu z důvodu bojů za národní osvobození, nýbrž rumburská vzpoura byla vojenskou hladovou vzpourou, vyplývající jednak z důvodů materielních, jednak z nevůle odejíti na frontu.

Osnovatelé vzpoury byli většinou vojíni býv. zajatci, kteří v zajetí do čs. zahraničního vojska nevstoupili a dali přednost

návratu ze zajetí při výměně zajatců před vstupem do čs. zahraničního vojska a účasti v bojích za národní osvobození.

2./ Vojenská správa nemůže podporovati snahu Sdružení o uznání rumburské vzpoury z důvodů výchovných. Uznání vojenské

vzpoury tohoto druhu působilo by jistě neblaze na vojenskou kázeň.

Zdroj:1./ Vojenská kancelář prezidenta republiky, Praha.V Praze dne 30. května 1932

číslo 3/2009, ročník II.

## Dopisy Františka Nohy na rozloučenou mamince a sourozencům
„Drahá maminko.

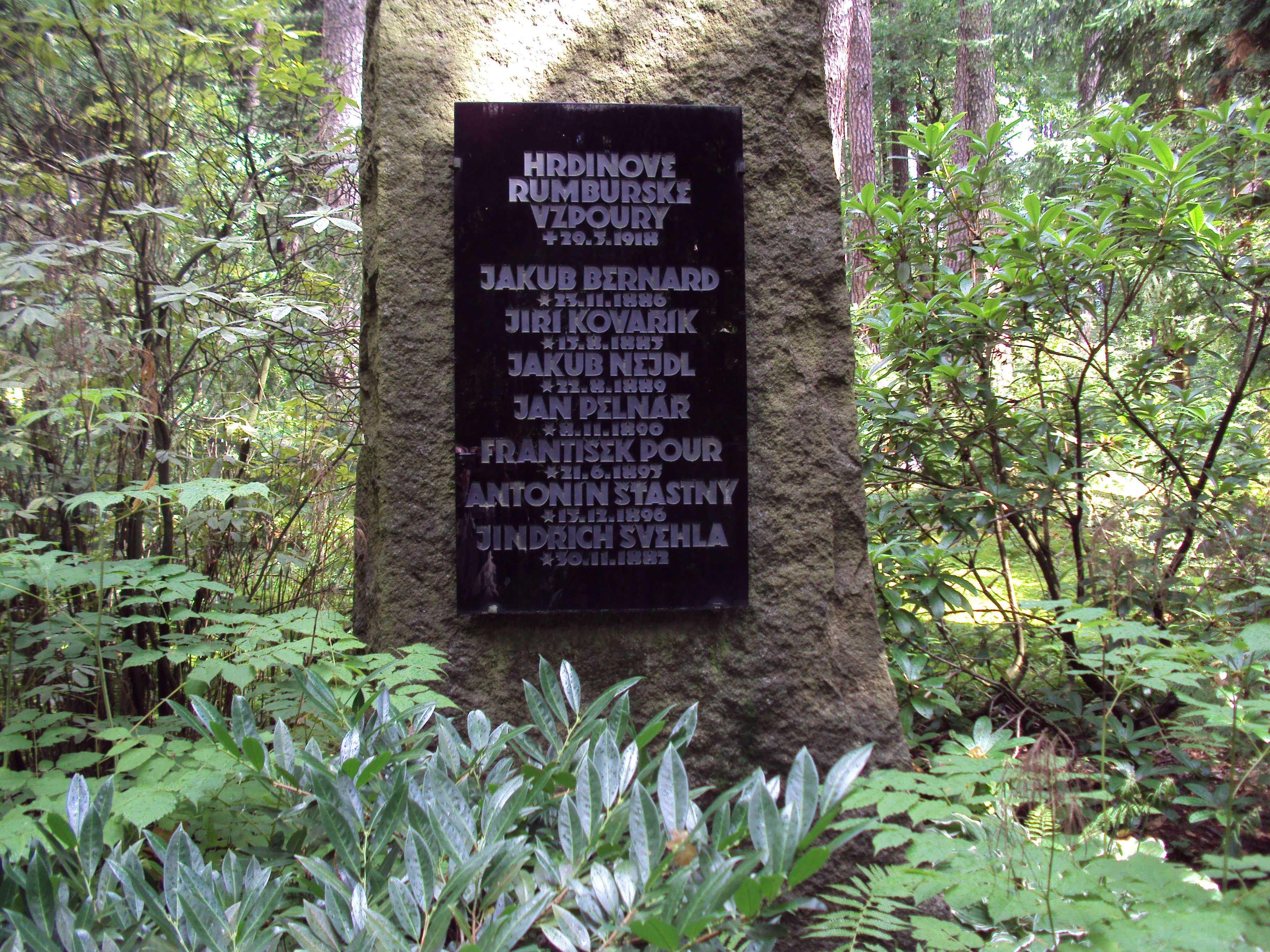
Památník na lesním hřbitově Nový Bor

Přijměte nejsrdečnější pozdrav a vřelé políbení, už poslední, proč dozvíte se později.

Bylo u nás v Rumburku něco nepředvídaného, čehož jsem se musel zúčastnit, což má za následek, že stojím nyní před stanným soudem a budu odsouzen k smrti, což očekávám, ale Vám se přiznám z toho, že jsem nevinen – musel jsem udělat to co dělali druzí.

Proto Vás prosím drahá maminko, odpusťte mně vše co jsem Vám tady špatného udělal a zapomeňte, že jste měla syna Františka.

Loučím se s Vámi v duchu a na shledanou až u toho nejvyššího soudu. který jedině soudí spravedlivě.

S Bohem

Milý bratříčku a sestřičko.

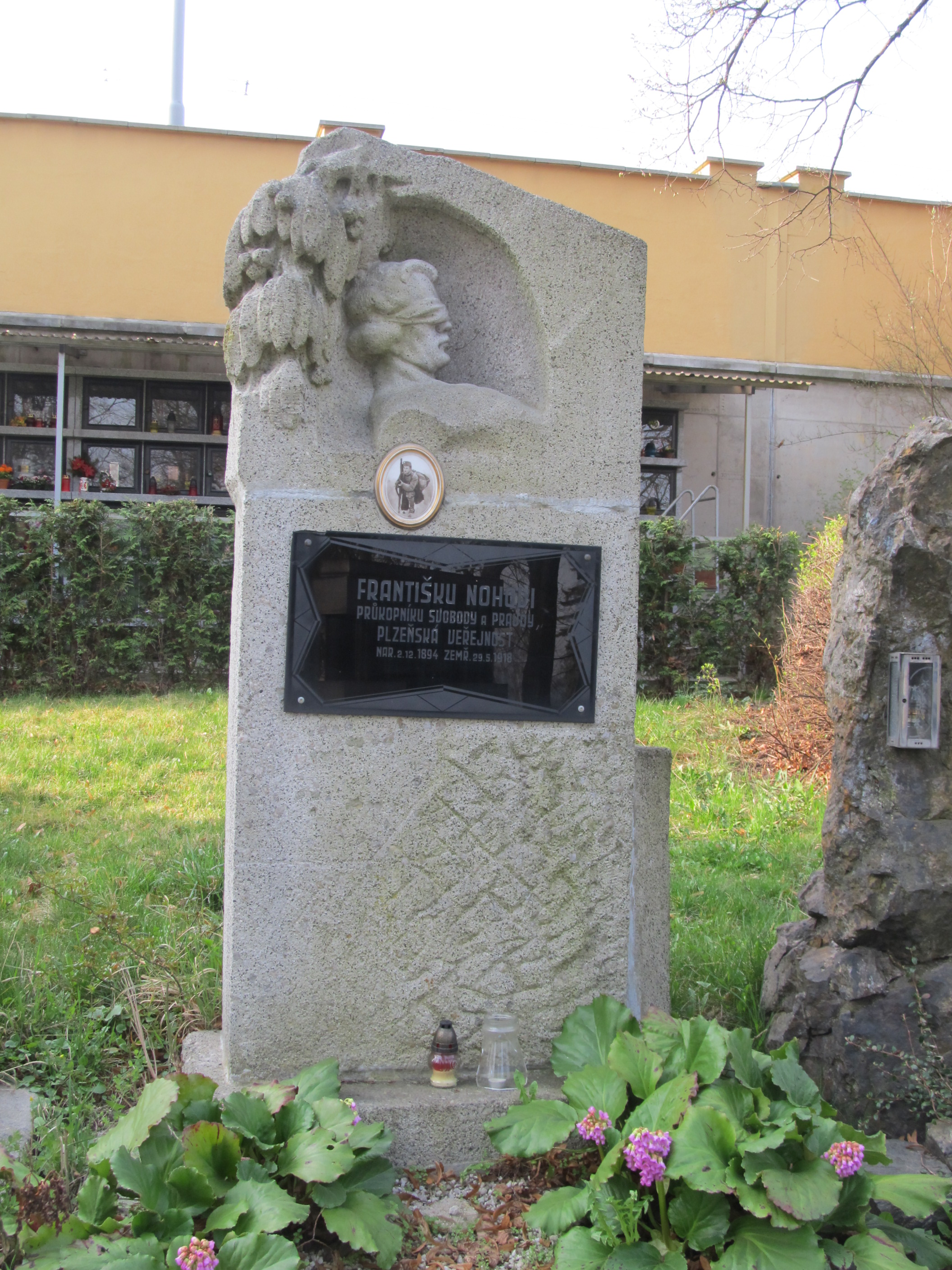
Hrob Františka Nohy na plzeňském Ústředním hřbitově

I Vám poslední můj pozdrav a polibek, odpusťte mne vše – nezlobte se na mne – a hlavně Vás prosím, starejte se o naši drahou maminku, nedělejte ji trpké žití.

Budu umírat, ale bez viny, neb jsem musel dělat něco, co dělali druzí. Jsem spoutám a čekám na další. Poslední sbohem též Vaškovi.

Co čtete toto psaní, nejsem již mezi živými.

S Bohem František

Pořad Českého rozhlasu uvádí na pravou míru některé omyly.